# Ordre de bataille lors de la bataille de Grèce
Pour un article plus général, voir Bataille de Grèce.

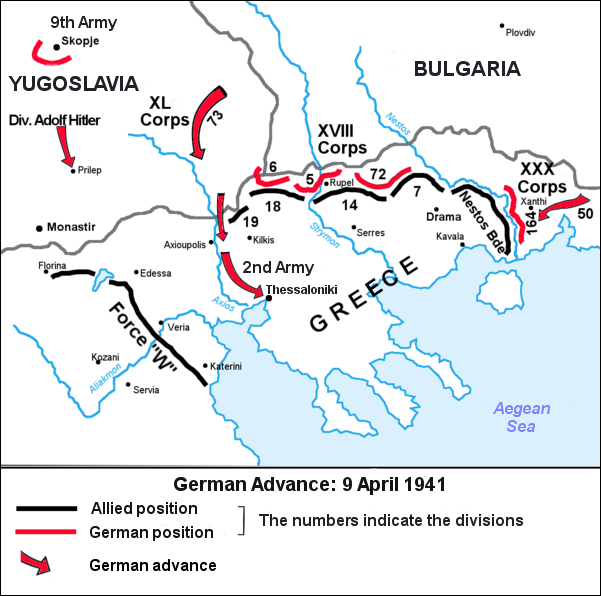
Disposition des forces Alliés et axes d'attaques allemands le 9 avril 1941

Ce qui suit est l'ordre de bataille des forces militaires en présence lors de la Bataille de Grèce qui eut lieu du 6 avril au 28 mai 1941.

## Forces allemandes
Réserves directement commandées par l'OKH
- 4e division Panzer (Generalmajor Willibald Freiherr von Langermann und Erlencamp)
- 12e division Panzer (Generalmajor Josef Harpe)
- 19e division Panzer (Generalmajor Otto von Knobelsdorff)
- 100e division légère (Generalleutnant Werner Sanne)
- 101e division légère (Generalleutnant Erich Marcks)

Seconde armée allemande (Generaloberst Maximilian Reichsfreiherr Von Weichs zu Glon)
- 49e corps alpin (General der gebirgstruppen Ludwig Kübler) 
  - 1re division alpine (Generalmajor Hubert Lanz)
- 51e corps d'armée (General der Infantry Hans Wolfgang Reinhard)
  - 132e division d'infanterie (Generalleutnant Rudolf Sintzenich)
  - 183e division d'infanterie (Generalleutnant Benignus Dippold)
- 46e corps d'armée motorisé (General der Panzertruppen Heinrich von Vietinghoff Gennant Scheel)
  - 8e division panzer (Generalmajor Erich Brandenberger)
  - 14e division panzer, (Generalmajor Friedrich Kühn)
  - 16e division d'infanterie motorisée, (Generalmajor Siegfried Henrici)

Seconde Armée de réserve
- 52e corps d'armée (General der Infantry Kurt von Briesen)
  - 169e division d'infanterie (Generalmajor Kurt Dittmar)
  - 197e division d'infanterie (Generalleutnant Hermann Meyer-Rabingen)
  - 125e division d'infanterie (Generalleutnant Willi Schneckenburger)

12e armée (Generalfeldmarschall Wilhelm List)
- 40e corps d'armée motorisé (Generalleutnant Georg Stumme)
  - 9e division panzer (Generalmajor Alfred Ritter von Hubicki)
  - 1re division SS Leibstandarte Adolf Hitler (SS-Obergruppenführer Josef Dietrich)
  - 73e division d'infanterie (Generalmajor Bruno Bieler)
- 18e corps alpin (General der Mountaintruppen) Franz Böhme
  - 2de division panzer (Generalleutnant Rudolf Veiel)
  - 5e division alpine (Generalleutnant Julius Ringel)
  - 6e division alpine (Generalleutnant Ferdinand Schörner)
  - 72e division d'infanterie (Generalleutnant Franz Mattenklott)
  - 125e division d'infanterie
- 30e corps d'armée (General der Artillerie Otto Hartmann)
  - 50e division d'infanterie (Generalleutnant Karl-Adolf Hollidt)
  - 164e division d'infanterie (Generalmajor Johannes Folttmann)

12e armée de réserve
- 50e corps d'armée (General der Kavallerie Georg Lindemann)
  - 46e division d'infanterie (Generalmajor Karl Kriebel)
  - 16e division panzer (Generalmajor Hans-Valentin Hube)

1er groupe Panzer (Generaloberst Paul Ludwig Ewald von Kleist)
- 14e corps d'armée motorisé (General der Infanterie Gustav von Wieterscheim)
  - 5e division panzer (Generalleutnant Gustav Fehn)
  - 11e division panzer (Generalleutnant Ludwig Crüwell)
  - 4e division alpine (Generalleutnant Karl Eglseer)
  - 294e division d'infanterie (Generalleutnant Otto Gabke)
- 41e corps d'armée motorisé (Generalleutnant Georg-Hans Reinhardt) 
  - 2de Division SS Das Reich (SS-Gruppenführer Paul Hausser)
  - Régiment d'infanterie motorisé Grossdeutschland (Oberst Wilhelm-Hunold von Stockhausen)
- 11e corps d'armée (General der Infanterie Joachim von Kortzfleisch)
  - 60e division d'infanterie motorisée (Generalmajor Friedrich-Georg Eberhardt)
  - 76e division d'infanterie (Generalleutnant Maximilian de Angelis)
  - 198e division d'infanterie (Generalmajor Otto Röttig)

## Forces du Commonwealth (Général de corps d'arméeHenry Maitland Wilson)
Les dates entre parenthèses précisent la date d'arrivée en Grèce des troupes du Commonwealth.

### 6edivisionaustralienne(GénéralThomas Blamey)
- 16e brigade australienne (général de brigade Arthur Samuel Allen)
  - 2/1 bataillon (22 mars)
  - 2/2 bataillon (22 mars)
  - 2/3 bataillon (19 mars)
- 17e brigade australienne (général de brigade Savige)
  - 2/5 bataillon (après le 6 avril)
  - 2/6 bataillon (après le 6 avril)
  - 2/7 bataillon (après le 6 avril)
- 19e brigade australienne (général de brigade George Alan Vasey)
  - 2/4 bataillon (3 avril)
  - 2/8 bataillon (3 avril)
  - 2/11 bataillon (après le 6 avril)

### 2edivisionnéo-zélandaise (généralBernard Freyberg)
La 2e division d'infanterie néo-zélandaise est composée de :  
- 4e brigade néo-zélandaise (général de brigade Edward Puttick)
  - 18e bataillon (du 7 au 9 mars)
  - 19e bataillon (du 15 au 17 mars)
  - 20e bataillon (du 15 au 17 mars)
- 5e brigade néo-zélandaise (général de brigade James Hargest)
  - 21e bataillon (29 mars)
  - 22e bataillon (29 mars)
  - 23e bataillon (27 mars)
  - 28e bataillon māori (27 mars)
- 6e brigade néo-zélandaise (général de brigade Harold Barrowclough)
  - 24e bataillon (18 mars)
  - 25e bataillon (18 mars)
  - 26e bataillon (21 mars)

### 1rebrigadeblindée britannique(Général de brigadeHarold Vincent Spencer Charrington)
- 3e régiment royal de chars d'assaut (10 au 12 mars)
- 4e régiment de hussards (chars légers) (10 au 12 mars)
- 1er bataillon de rangers (15 au 17 mars)

### Brigade indépendante de chasseurs des Carpates(Pologne)
Cette brigade fut prévue pour combattre en Grèce mais conservée en Égypte afin de combattre les troupes de Erwin Rommel

## Forces grecques (GénéralAléxandros Papágos)
Armée d'Épire (général Ioannis Pitsikas (en))
- 1re armée grecque (général Panagiotis Demestichas (en))
  - 2e division d'infanterie
  - 3e division d'infanterie
  - 8e division d'infanterie

Armée de Macédoine occidentale (général Giorgos Tsolakoglou)
- - 4e division d'infanterie
  - 11e division d'infanterie
  - 13e division d'infanterie
  - 16e division d'infanterie
  - 17e division d'infanterie
  - 21e brigade de réserve
- 2e armée grecque (général Papadopoulos)
  - 1re division d'infanterie
  - 5e brigade d'infanterie
  - Division de cavalerie
- 3e armée grecque (général Giorgos Tsolakoglou)
  - 9e division d'infanterie
  - 10e division d'infanterie
  - 15e division d'infanterie

Armée de Macédoine centrale (général Kotoulas)
- - 12e division d'infanterie
  - 19e division d'infanterie
  - 20e division d'infanterie

Armée de Macédoine orientale (général Konstantinos Bakopoulos)
- - 7e division d'infanterie
  - 14e division d'infanterie
  - 18e division d'infanterie
  - brigade Nestos
  - brigade Evros